# Neil Taylor
Neil John Taylor (Ruthin, 7 februari 1989) is een Welsh voetballer die doorgaans als linksback speelt. Taylor debuteerde in 2010 in het Welsh voetbalelftal.

## Clubcarrière
Taylor werd in 1998 opgenomen in de jeugdopleiding van Manchester City. Die verruilde hij in 2005 voor die van Wrexham, waar hij in 2007 zijn eerste profcontract tekende en debuteerde in het betaald voetbal. Hij kwam tot 27 wedstrijden in het seizoen 2007-2008. In maart 2008 werd zijn contract verlengd tot juli 2010. Toen zijn contract ten einde liep, tekende Taylor voor Swansea City, op dat moment actief in de Championship. Hij debuteerde voor Swansea City tegen Norwich City. In 2011 promoveerde de club naar de Premier League. Swansea eindigde het volgende seizoen op een elfde plaats. Op 1 september 2012 viel Taylor met een zware enkelblessure uit tegen Sunderland. Hij keerde niet terug voor april 2013. De toen negentienjarige Ben Davies ving de afwezigheid van Taylor op. Op 14 december 2012 tekende Taylor nog tijdens zijn revalidatie een nieuw contract bij The Swans dat hem tot medio 2016 aan de club verbond.

## Clubstatistieken
| Seizoen | Club         | Land              | Competitie         | Competitie | Competitie | Beker | Beker | Internationaal | Internationaal | Totaal | Totaal |
| Seizoen | Club         | Land              | Competitie         | Wed.       | Dlp.       | Wed.  | Dlp.  | Wed.           | Dlp.           | Wed.   | Dlp.   |
| ------- | ------------ | ----------------- | ------------------ | ---------- | ---------- | ----- | ----- | -------------- | -------------- | ------ | ------ |
| 2007/08 | Wrexham AFC  | Vlag van Engeland | League Two         | 26         | 0          | 1     | 0     | —              | —              | 27     | 0      |
| 2008/09 | Wrexham AFC  | Vlag van Engeland | Conference Premier | 26         | 2          | 8     | 0     | —              | —              | 34     | 2      |
| 2009/10 | Wrexham AFC  | Vlag van Engeland | Conference Premier | 23         | 1          | 3     | 0     | —              | —              | 26     | 1      |
| 2010/11 | Swansea City | Vlag van Engeland | Championship       | 30         | 0          | 2     | 0     | —              | —              | 32     | 0      |
| 2011/12 | Swansea City | Vlag van Engeland | Premier League     | 36         | 0          | 2     | 0     | —              | —              | 38     | 0      |
| 2012/13 | Swansea City | Vlag van Engeland | Premier League     | 6          | 0          | 0     | 0     | —              | —              | 6      | 0      |
| 2013/14 | Swansea City | Vlag van Engeland | Premier League     | 10         | 0          | 4     | 0     | 6              | 0              | 20     | 0      |
| 2014/15 | Swansea City | Vlag van Engeland | Premier League     | 34         | 0          | 2     | 0     | —              | —              | 36     | 0      |
| 2015/16 | Swansea City | Vlag van Engeland | Premier League     | 34         | 0          | 0     | 0     | —              | —              | 34     | 0      |
| 2016/17 | Swansea City | Vlag van Engeland | Premier League     | 11         | 0          | 2     | 0     | —              | —              | 13     | 0      |
| 2016/17 | Aston Villa  | Vlag van Engeland | Championship       | 14         | 0          | 0     | 0     | —              | —              | 14     | 0      |
| 2017/18 | Aston Villa  | Vlag van Engeland | Championship       | 29         | 0          | 1     | 0     | —              | —              | 30     | 0      |
| 2018/19 | Aston Villa  | Vlag van Engeland | Championship       | 34         | 0          | 3     | 0     | —              | —              | 37     | 0      |
| 2019/20 | Aston Villa  | Vlag van Engeland | Premier League     | 14         | 0          | 4     | 0     | —              | —              | 18     | 0      |
| 2020/21 | Aston Villa  | Vlag van Engeland | Premier League     | 1          | 0          | 3     | 0     | —              | —              | 4      | 0      |
| Totaal  | Totaal       | Totaal            | Totaal             | 328        | 3          | 35    | 0     | 6              | 0              | 369    | 3      |

## Interlandcarrière
Taylor debuteerde op 23 mei 2010 voor het Welsh voetbalelftal, tegen Kroatië. Hij kwam in vier kwalificatiewedstrijden voor het EK 2012 in actie, maar kwam op het eindtoernooi niet in actie. Met Wales nam Taylor eveneens deel aan het Europees kampioenschap voetbal 2016 in Frankrijk. In de elfde minuut van de afsluitende groepswedstrijd tegen Rusland (3–0 overwinning) maakte Taylor het tweede doelpunt van het duel en tevens het eerste doelpunt van zijn interlandcarrière. Wales werd in de halve finale uitgeschakeld door Portugal (0–2), na in de eerdere twee knock-outwedstrijden Noord-Ierland (1–0) en België (3–1) te hebben verslagen.